# Епифанцев, Серафим Прохорович
Серафим Прохорович Епифанцев (13 мая 1929, село Панино, Центрально-Чернозёмная область, РСФСР, СССР — 19 мая 2017, Каменск-Уральский, Свердловская область, Россия) — металлург, мастер Синарского трубного завода Министерства чёрной металлургии СССР. Герой Социалистического Труда (1966).

## Биография
Родился в 1929 году в крестьянской семье в селе Панино (сегодня — Добровский район Липецкой области). В 1950 году окончил Липецкий горно-металлургический техникум, после чего трудился на Синарском трубном заводе. Трудился литейщиком-шишельником, позднее возглавлял один из участков предприятия.
Коллектив участка, которым руководил Серафим Епифанцев, ежегодно перевыполнял производственный план и социалистические обязательства на протяжении нескольких пятилеток. Производственные задания семилетки (1959—1965) были выполнены досрочно. Указом Президиума Верховного Совета СССР от 22 марта 1966 года за выдающиеся успехи, достигнутые в развитии чёрной металлургии удостоен звания Героя Социалистического Труда с вручением ордена Ленина и золотой медали «Серп и Молот».
В 1986 году вышел на пенсию, проживал в Каменске-Уральском.
Скончался 19 мая 2017 года. Похоронен на Ивановском кладбище Каменска-Уральского.